# المركز الإسلامي الثقافي في إيطاليا
المركز الإسلامي الثقافي بروما، وتأسس بعد مثول مجموعة من المسلمين في إيطاليا أمام كاتب عدل روما الدكتور ماركو بانفيني روزاتي في 15 تموز 1966 في مكتبه بساحة ادريانا روما لتوقيع نظام تأسيس المركز الإسلامي الثقافي في إيطاليا، وانتخبوا مجلس إدارة برئاسة بهاء عوني. اتخذ المركز مقرا له في روما، منطقة ال Parioli، في شارع Sebastiano Conca.

## مهام المركز وإنجازاته
المركز ليس له أي هدف كسب مادي ولا يتعاطى أي نشاط سياسي، بل ينحصر عمله في:
- مكافحة الإلحاد وتعزيز وتنمية العلاقات بين معتنقي الديانة الإسلامية والديانة المسيحية.
- رعاية أعضاء الجمعية في تحقيق الأعمال الثقافية والاجتماعية وتوفير المساعدات لصالح العوائل المسلمة في إيطاليا.
- تأمين الوسائل المناسبة لمساعدة المسلمين في إيطاليا سواء من الناحية المادية أو من الناحية الروحية.
- قام المركز بالاتصال ببلدية روما لتخصيص قطعة أرض كمقبرة للمسلمين، نالت موافقة البلدية التي قامت باقتطاع قسما من مقبرة "Prima Porta" ومنحه مجانا.[4]
- بادر المركز بالحوار مع الفاتيكان فأرسل التّهاني إلى المسيحيين بمناسبة أعياد الميلاد ورأس السنة، كان من الفاتيكان في السنة التالية (1967) إلا أن وجّه التّهاني إلى المسلمين بمناسبة عيد الفطر، وأصبح ذلك عادة سار عليها الجانبان.
- بعد حرب الأيام الستة(حزيران 1967) قوى المركز علاقته مع الفاتيكان وتمّ التوفق بتأسيس العصبة الإسلامية المسيحية وباصدار نشرة دورية كانت هذه العصبة منبرا مهما للاتصال بين الدينين وأخذت موقعاً هاماً في الدفاع عن المقدسات وشرح لقضية الفلسطينية.
- سعى المركز طول هذه المدة للحصول على قطعة أرض تصلح لبناء مسجد عليها، تارة من بعض العروض الشخصية التي قدمت وتارة أخرى بالتشبث لدى الفاتيكان لتخصيص قطعة أرض من ممتلكاتها المنتشرة في روما، إلى أن تمّ التوفق عام 1974 في حمل بلدية مدينة روما بمنح قطعة أرض تزيد مساحتها عن 000 30 متر مربع في منطقة البريولي حيث أقيم مسجد روما الكبير عليها.[5][6]